# Fat Man and Little Boy
Fat Man and Little Boy (bra: O Início do Fim; prt: Sombras no Futuro) é um filme estadunidense de 1989, um drama histórico-biográfico de guerra dirigido por Roland Joffé, com roteiro de Bruce Robinson e do próprio Joffé abordando a história do Projeto Manhattan, esforço de militares e cientistas aliados que construíram as primeiras bombas atômicas durante a Segunda Guerra Mundial. O título original, tirado de personagens de Dashiell Hemmett, faz menção aos nomes-códigos dados às duas primeiras bombas atômicas lançadas no Japão.
O filme participou do 40º Festival de Internacional de Cinema de Berlim.

## Sinopse
Em setembro de 1943, o general e engenheiro americano Leslie Groves que supervisionou a construção do edifício do Pentágono é convocado para liderar o ultrassecreto Projeto Manhattan, cujo objetivo é construir bombas atômicas para serem usadas contra a Alemanha na Segunda Guerra Mundial num prazo de dezenove meses.
Groves entra em contato com o físico da Universidade da Califórnia, J. Robert Oppenheimer para que cuide do projeto sob a supervisão dele. Oppenheimer se muda com a família para as instalações no Novo México. Para o trabalho ele escolhe uma remota área localizada no Desfiladeiro de Los Alamos, noroeste de Santa Fé. As diferenças de personalidade de Groves e Oppenheimer resultarão em constantes altercações enquanto o projeto cria forma. Um dos cientistas recrutados, Michael Merriman, se relaciona com a enfermeira Kathleen Robinson enquanto trabalha com radiação usando pouca proteção. Enquanto isso os militares pressionam Groves para afastar Oppenheimer quando descobrem que ele possui uma amante simpatizante dos comunistas.